# Коктал (Таласский район)
Коктал (каз. Көктал) — село в Таласском районе Жамбылской области Казахстана. Административный центр и единственный населённый пункт Кокталского сельского округа. Код КАТО — 316238100.

## Население
В 1999 году население села составляло 754 человека (374 мужчины и 380 женщин). По данным переписи 2009 года, в селе проживал 851 человек (420 мужчин и 431 женщина).